# 奥村武博
奥村 武博（おくむら たけひろ、1979年7月17日 - ）は、岐阜県多治見市出身の元プロ野球選手（投手）、公認会計士、株式会社スポカチ（スポーツチームの企画運営、集客支援、コンサルティングなどの業務などを担う会社）の創業者・代表取締役。
2001年に阪神タイガースで現役を引退してからは、打撃投手を1年だけ務めた後に、2013年の公認会計士試験に合格。公認会計士としての登録後には、株式会社スポカチを2019年に設立したほか、一般社団法人 アスリートデュアルキャリア推進機構などのスポーツ関連団体で理事を務めている。

## 来歴・人物

### プロ入り前
実父がコーチを務めていた少年野球チームで野球を始める。そこで内野の全ポジションとバッテリーを経験。中学卒業後は、実兄と実姉が通った地元の公立高校へ進む予定だった。しかし、中学校時代の野球部のチームメイトからの誘いで、他校を含めた十数名の選手とともに岐阜県立土岐商業高等学校の経理科へ進学した。
進路を土岐商業高校に変えた理由は、阪神甲子園球場での全国大会へ出場した経験を持つ監督が、当時野球部を率いていたことによる。入学後は投手としてエースを務めたが、春夏とも全国大会への出場はならなかった。2年秋は県大会3位で東海地区大会へ進むが初戦敗退。3年時（1997年）夏の選手権岐阜大会では、決勝への進出を果たしたものの、県立校同士の対戦で石原慶幸がいた岐阜県立岐阜商業高等学校に敗れている。
ちなみに土岐商の野球部では、日商簿記検定2級に合格することが公式戦出場の条件になっていた。このため奥村は、「試合に出たい」という一心で、1年生の時に3級、2年生の6月に2級合格を果たした。奥村がのちに公認会計士として語ったところによれば、当時の経験が、現役引退後の公認会計士試験への挑戦につながったという。
1997年のNPBドラフト会議で、阪神タイガースから6位で指名。指名の時点でJR東海への入社が内定していたが、幼稚園の頃からプロ野球選手を志していたため、同社へ入ることを望んでいた両親を説得したうえで入団に至った。

### 阪神時代
1998年には、ウエスタン・リーグ公式戦5試合に登板。0勝2敗、防御率7.59という成績を残した。しかし、右肘痛を発症したため、シーズン終了後に手術を受けた。
1999年には、高知市立高知商業高等学校からドラフト1位で入団した藤川球児の教育係を球団から任されていた。1歳年下の藤川からは（苗字の奥村にちなんで）「おっくん」と呼ばれていたが、手術した右肘のリハビリを優先したため、ウエスタン・リーグ公式戦への登板は1試合（1イニング）にとどまった。しかし、本格的に実戦へ復帰した秋季キャンプでは、一軍監督に就任したばかりの野村克也から強化選手に指定された。
2000年には、春季キャンプから一軍に帯同。オープン戦にも2試合に登板したが、公式戦の開幕を二軍で迎えた。さらに、先発陣の一角としてウエスタン・リーグ公式戦に登板した矢先に、脇腹の肋骨を疲労骨折。手術を経て、再びリハビリに専念した。結局、同リーグの公式戦全体では、14試合の登板で1勝2敗、防御率6.25という成績を残した。
2001年には、ウエスタン・リーグ公式戦6試合に登板。いずれの試合でも無失点に抑えたが、右肩を痛めた影響で、通算の投球回数は5イニングにとどまった。入団以来一軍公式戦への登板機会がないまま、シーズン終了後に球団から戦力外通告を受けたことを機に現役を引退。ただし、2002年のみ、打撃投手として引き続き在籍した。

### 公認会計士への転身
阪神の打撃投手へ転身後もNPB他球団での現役復帰を模索していたため、2002年11月26日には、12球団合同トライアウトに参加。しかし、他球団からのオファーを受けるまでに至らなかったため、プロ野球界から離れた。
プロ野球界から離れた当初は、友人と共にバーを経営したが、2年後に経営から撤退。その後は、単独で飲食店を経営することを目標に、アルバイトとしてホテルの調理場に勤務した。「元プロ野球選手」という経歴を伏せながらの勤務だったが、世間を知らない身であることを痛感したことから、他の業界への転職を模索。やがて、「高校時代に身に付けた簿記の資格や知識を生かせる」という理由で、当時受験資格を特に設けていなかった公認会計士試験への挑戦を決意した。ただし、実務経験を積める会計事務所に採用されなかったため、時給の高い他業種の仕事を転々としながら試験勉強を続けた。
2007年からは、試験勉強のかたわら、公認会計士の予備校であるTACに入社。公認会計士講座の広報活動や、日吉校（横浜市港北区）の受付業務に携わった。その一方で、2009年に短答式の試験へ初めて合格したことを皮切りに、9回目の受験で2013年に短答式・論文式とも試験に合格した。奥村によれば、プロ野球選手出身の公認会計士は、日本初とされる（その後、2023年に元楽天の池田駿が公認会計士試験に合格している）。
公認会計士の登録に実務要件が設けられていることから、2014年からは東京都の優成監査法人に勤務。実務要件を満たした2017年夏の登録を機に、株式会社・税理士法人オフィス921のスーパーバイザーを務めている。同年7月13日に自身初の著書『高卒元プロ野球選手が公認会計士になった!』を洋泉社から刊行したり、同年12月9日に阪神の地元民放局・MBSラジオで放送された『with Tigers MBSベースボールパーク』（2017年度ナイターオフ版）の特集「鮮やかな転身!アスリートのセカンドキャリアを考える」にゲストで出演したりするなど、登録後は「日本のプロ野球出身者で初めての公認会計士」として各種メディアへ相次いで登場。その一方で、日本公認会計士協会の準会員でもあるため、2015年からは同協会準会員会東京分会の幹事も務めている。
また、2015年6月に母校の土岐商で講演したことをきっかけに、学生野球資格回復制度を通じて資格を回復させることを決意。「資格を回復するのための制度を身をもって知りたい」という理由で、同年12月の資格回復研修会に参加したところ、翌2016年2月2日付で資格回復の適性を日本学生野球協会から認定された。この認定によって、土岐商をはじめ、協会に加盟する大学・高校の硬式野球部で学生の部員を指導できるようになった。
さらに、2017年の公認会計士登録を機に、一般社団法人アスリートデュアルキャリア推進機構の代表理事へ就任。同法人の活動を通じて、「デュアルキャリア」（「人としてのキャリア形成」と「アスリートとしてのキャリア形成」の両立に取り組むライフスタイル）の普及・啓発や、スポーツ関連のコンサルティングにも関わる。2020年4月の時点では、現役の野球・サッカー選手など、20名以上のアスリートのサポートに携わっているという
2019年6月には、上記の活動と並行しながら、株式会社スポカチを東京都新宿区で創業。2020年には、一般社団法人日本障がい者サッカー連盟の監事や、全国野球振興会の監事に就任している。

## プレースタイル・人物

### 野球に関するエピソード
前述した勉強以外にも、礼儀、人間関係、厳しい練習を通じて結果を出すことなど、野球から学んだことは多いという。
阪神の現役選手時代には、188cmの長身から投げ下ろすボールと、正確な制球力を武器にしていた。一軍の春季キャンプに抜擢された2000年には、制球力の高さを武器に活躍した球団OBにちなんで、「小山2世」という期待を寄せられた。

### お金に関するエピソード
本人によれば「阪神へ入団してから金銭感覚がおかしくなった」とのことで、入団時の年俸（推定480万円）の一部を積み立てていた定期預金を1年目のオフシーズンに解約。解約によって手許に戻った150万円をこのシーズン中に同級生との外食などで使い切ったばかりか、2年目以降もいわゆる「タニマチ」からの誘いへ積極的に応じていて、1日に20万円を使うことすらあったという。公認会計士として活動するようになってからは、阪神への在籍中にこのような散財を続けた結果、入団4年目に22歳で戦力外通告を受けた時点で貯金がなくなっていたことを「現役アスリートへの反面教師」として告白。日本会計士協会などの野球チームに選手として参加するかたわら、退団後の再就職で厳しい現実に直面した経験から、財務の面からアスリートのセカンドキャリアや独立リーグのサポートにも取り組んでいる。
阪神を退団してから公認会計士を志すようになったのは、退団の直後に国民健康保険料の支払いすら滞る事態に陥っていたところ、公認会計士などの公的資格を紹介したガイド本に出合ったことにもある。公認会計士試験については、2009年に短答式試験へ合格したものの、論文式試験では毎年苦戦を続けた。そこで、現役投手時代に明確な意図（投球する局面のイメージ）を持ちながら投球練習に臨んだ経験を踏まえて、試験勉強のスタイルを試験時間から逆算しながら解答のスピードと正確さを意識する方向へ変更した。奥村が後に述懐したところによれば、2013年に短答式・論文式試験とも合格へ至ったのは、このような変更が功を奏したことが大きいとされる。

## 詳細情報

### 年度別投手成績
- 一軍公式戦出場なし

### 背番号
- 59 （1998年 - 2001年）
- 109 （2002年）

## 関連情報

### 著書
- 『高卒元プロ野球選手が公認会計士になった!』（洋泉社、2017年7月19日初版刊行、ISBN 4800311004）

### 関連書籍
- 『道を拓く：元プロ野球選手の転職』（長谷川晶一著、扶桑社、2024年10月、ISBN 9784594099077）